# Сент-Андре-де-л’Эр (кантон)
Сент-Андре-де-л’Эр (фр. Saint-André-de-l'Eure) — кантон во Франции, находится в регионе Нормандия, департамент Эр. Входит в состав округа Эврё.

## История
До 2015 года в состав кантона входили коммуны Бретаньоль, Буа-ле-Руа, Гарансьер, Гарен-сюр-Эр, Гроссевр, Жюмель, Иври-ла-Батай, Кесиньи, Крот, Кудр, Л'Аби, Ла-Кутюр-Буссе, Ла-Форе-дю-Парк, Ле-Отьё, Лиьероль, Марсийи-сюр-Эр, Муссо-Нёвиль, Муэт, Пре, Сен-Жермен-де-Френе, Сен-Лоран-де-Буа, Сент-Андре-де-л’Эр, Сере, Френе, Фукренвиль, Шавиньи-Байоль, Шампиньи-ла-Фютле, Эзи-сюр-Эр и Эпье.
В результате реформы 2015 года состав кантона был изменен. В его состав включены отдельные коммуны кантонов Валь-де-Рёй, Ле-Нёбур и Нонанкур.
С 1 января 2016 года коммуны Гарансьер и Кесиньи объединились в новую коммуну Ла-Барони.

## Состав кантона с 1 января 2016 года
В состав кантона входят коммуны (население по данным Национального института статистики за 2018 г.):
- Бретаньоль (203 чел.)
- Буа-ле-Руа (1 198 чел.)
- Гарен-сюр-Эр (1 926 чел.)
- Гросевр (1 239 чел.)
- Жюмель (327 чел.)
- Иври-ла-Батай (2 694 чел.)
- Крот (1 362 чел.)
- Кудр (547 чел.)
- Л'Аби (506 чел.)
- Ла-Барони (732 чел.)
- Ла-Кутюр-Бусе (2 305 чел.)
- Ла-Форе-дю-Парк (611 чел.)
- Ле-Отьё (290 чел.)
- Лиьероль (333 чел.)
- Луи (223 чел.)
- Марсийи-сюр-Эр (1 605 чел.)
- Мениль-сюр-л'Эстре (895 чел.)
- Муссо-Нёвиль (644 чел.)
- Муэт (773 чел.)
- Мюзи (788 чел.)
- Пре (950 чел.)
- Сен-Жермен-де-Френе (206 чел.)
- Сен-Жорж-Мотель (896 чел.)
- Сен-Лоран-де-Буа (247 чел.)
- Сент-Андре-де-л’Эр (3 996 чел.)
- Сере (163 чел.)
- Френе (338 чел.)
- Фукренвиль (84 чел.)
- Шавиньи-Байоль (593 чел.)
- Шампиньи-ла-Фютле (284 чел.)
- Эзи-сюр-Эр (3 690 чел.)
- Эпье (352 чел.)

## Политика
На президентских выборах 2022 г. жители кантона отдали в 1-м туре Марин Ле Пен 36,5 % голосов против 24,8 % у Эмманюэля Макрона и 14,3 % у Жана-Люка Меланшона; во 2-м туре в кантоне победила Ле Пен, получившая 57,6 % голосов. (2017 год. 1 тур: Марин Ле Пен – 33,5 %, Франсуа Фийон – 18,5 %, Эмманюэль Макрон – 18,1 %, Жан-Люк Меланшон – 15,9 %; 2 тур: Ле Пен – 50,9 %. 2012 год. 1 тур: Николя Саркози — 29,1 %, Марин Ле Пен — 25,9 %, Франсуа Олланд — 21,9 %; 2 тур: Саркози — 60,7 %. 2007 год. 1 тур: Саркози — 34,0 %, Сеголен Руаяль — 19,0 %; 2 тур: Саркози — 62,0 %).
С 2021 года кантон в Совете департамента Эр представляют мэр коммуны Ла-Кутюр-Бусе Сильвен Бореггио (Sylvain Boreggio) (Республиканцы) и вице-мэр коммуны Марсийи-сюр-Эр Жюли Деспла (Julie Desplat) (Разные правые).
|                | Кандидаты                    | Партия                   | Первый тур | Первый тур     | Второй тур | Второй тур |
| Кол-во голосов | Кандидаты                    | Партия                   | % голосов  | Кол-во голосов | % голосов  |            |
| -------------- | ---------------------------- | ------------------------ | ---------- | -------------- | ---------- | ---------- |
|                | Сильвен Бореггио Жюли Деспла | Правый блок              | 1 437      | 23,40          | 3 517      | 59,52      |
|                | Мишель Флюто Флоранс Франше  | Национальное объединение | 1 950      | 31,75          | 2 392      | 40,48      |
|                | Линда Ролле Юссеф Эррамаш    | Разные центристы         | 1 418      | 23,09          |            |            |
|                | Изабель Бакон Жозе Бридар    | Разные левые             | 1 336      | 21,76          |            |            |

|                | Кандидаты                       | Партия             | Первый тур | Первый тур     | Второй тур | Второй тур |
| Кол-во голосов | Кандидаты                       | Партия             | % голосов  | Кол-во голосов | % голосов  |            |
| -------------- | ------------------------------- | ------------------ | ---------- | -------------- | ---------- | ---------- |
|                | Серж Масон Андре Оже            | Левый фронт        | 3 436      | 34,77          | 3 724      | 35,81      |
|                | Сильвен Бореггио Мартин Руссе   | Правый блок        | 3 091      | 31,28          | 3 444      | 33,12      |
|                | Николя Дюпар Розелин Мольфантер | Национальный фронт | 3 355      | 33,95          | 3 231      | 31,07      |